# Lică Movilă
Lică Stavarache Movilă (* 21. Oktober 1961 in Brăila) ist ein ehemaliger rumänischer Fußballspieler. Er bestritt insgesamt 199 Spiele in der rumänischen Divizia A. Der Mittelfeldspieler gewann in den Jahren 1983 und 1984 mit Dinamo Bukarest die rumänische Meisterschaft.

## Karriere

### Verein
Die Karriere von Movilă begann im Jahre 1981, als er in den Kader der ersten Mannschaft seines Heimatvereins SC Bacău kam. Am 21. Juni 1981 kam er zu seinem ersten Einsatz in der Divizia A. Nachdem er in der Saison 1981/82 weitere sechs Mal zum Zuge gekommen war, wurde er in der Hinrunde 1982/83 häufiger eingesetzt. Anfang 1983 verpflichtete ihn der Spitzenklub Dinamo Bukarest, mit dem er im selben Jahr die rumänische Meisterschaft gewinnen konnte. Diesen Erfolg konnte er mit seinem Team ein Jahr später wiederholen. Gleichzeitig zog er mit seinem Klub ins Halbfinale des Europapokals der Landesmeister ein. In den folgenden Jahren wurde er zur Stammkraft im Verein. Als rumänische Nummer zwei hinter Steaua Bukarest konnte er abgesehen vom Pokalsieg 1986 keinen weiteren Titel mehr gewinnen.
Im Jahr 1988 verließ er Dinamo zu Ligakonkurrent Flacăra Moreni, mit dem er in der Spielzeit 1988/89 auf dem vierten Platz im Gesamtklassement den größten Erfolg der Vereinsgeschichte feiern konnte. Anschließend wechselte er zu Universitatea Cluj und ein Jahr später zu Simbrul Kischinjow in die zweite sowjetische Liga. Anfang 1992 schloss er sich dem israelischen Klub Hapoel Be’er Scheva an, wo er im selben Jahr seine Laufbahn beendete.

### Nationalmannschaft
Movilă bestritt 14 Spiele für die rumänische Nationalmannschaft. Er debütierte am 1. Juni 1983 im Freundschaftsspiel gegen Jugoslawien, als er in der 70. Minute eingewechselt wurde. Er kam im selben Jahr noch in drei weiteren Freundschaftsspielen zum Einsatz. Das Spiel am 7. September 1983 gegen Polen, bei dem er sein einziges Tor erzielen konnte, war vorerst sein letztes Länderspiel. Nationaltrainer Mircea Lucescu verzichtete ein Jahr lang auf ihn, ehe er am 12. September 1984 im Qualifikationsspiel zur Weltmeisterschaft 1986 gegen Nordirland zu einem weiteren Länderspiel kam.
Erneut dauerte es mehr als ein Jahr, bevor er am 28. Februar 1986 in einem Freundschaftsspiel gegen Ägypten wieder Berücksichtigung fand. Movilă gehörte in den nachfolgenden Freundschaftsspielen stets zum Aufgebot und fand sich meist in der Startformation. Mit Beginn der Qualifikation zur Europameisterschaft 1988 wurde er jedoch nicht mehr berufen. Nach zwei weiteren Freundschaftsspielen kam er am 8. April 1987 gegen Israel zu seinem letzten Länderspiel.

## Erfolge
- Rumänischer Meister: 1983, 1984
- Rumänischer Pokalsieger: 1986
- Halbfinale im Europapokal der Landesmeister: 1984